# Cingarela
Cingarela (tal. Zingarella) je špilja kraj Momjana. Nalazi se na neprohodnu terenu u blizini zaselka Dramac. God. 1953. obavljeno je istraživanje (Boris Baćić), koje je pokazalo da je čovjek u njoj boravio potkraj neolitika. Bila je stalno nastanjena u eneolitiku i na početkom brončanoga doba, a povremeno ju je posjećivalo gradinsko stanovništvo susjedne Finide. Ognjište potječe iz doba rimske vladavine, a većina je keramike iz 5., 6. i 7. st. Datacija naseljenosti špilje temelji se na mnoštvu keramičkih ulomaka, kremenom i kamenom oruđu, ali zbog nedostatka dubljih i neporemećenih slojeva iskapanja u špilji mogla su dati samo djelomične odgovore.
Špilja Cingarela se nalazi na povišenom dijelu kratkog klisurastog kanjona čijim dnom teče potok Poganja (Arđila), a čije vode se bile osnova života ljudi. Na ulazu u kanjon voda strmo pada preko stijena i tvori slap Cingarela, jedan od najljepših slapova u Istri.